# Коротковская (Тарногский район)
Коротковская — деревня в Тарногском районе Вологодской области.
Входит в состав Илезского сельского поселения, с точки зрения административно-территориального деления — в Илезский сельсовет.
Расстояние по автодороге до районного центра Тарногского Городка — 37 км, до центра муниципального образования Илезского Погоста — 1,5 км. Ближайшие населённые пункты — Окуловская, Илезский Погост, Мичуровская.
По переписи 2002 года население — 30 человек (10 мужчин, 20 женщин). Преобладающая национальность — русские (97 %).